# Еланская, Екатерина Ильинична
Екатери́на Ильи́нична Ела́нская (13 сентября 1929, Москва — 16 июля 2013, Москва) — советская и российская актриса кино и театра, театральный режиссёр, народная артистка России (1999).

## Биография
Екатерина Еланская родилась 13 сентября 1929 года в Москве в актёрской семье.
Окончила в 1951 году школу-студию МХАТ (курс А. М. Карева).
В 1951—1960 годах играла на сцене Малого театра в Москве.
В 1953 году вышла замуж за своего бывшего однокурсника Виктора Коршунова.
В 1967 окончила аспирантуру ГИТИСа при кафедре режиссуры, курс М. О. Кнебель.
В 1981 году возглавила московский театр «Сфера».

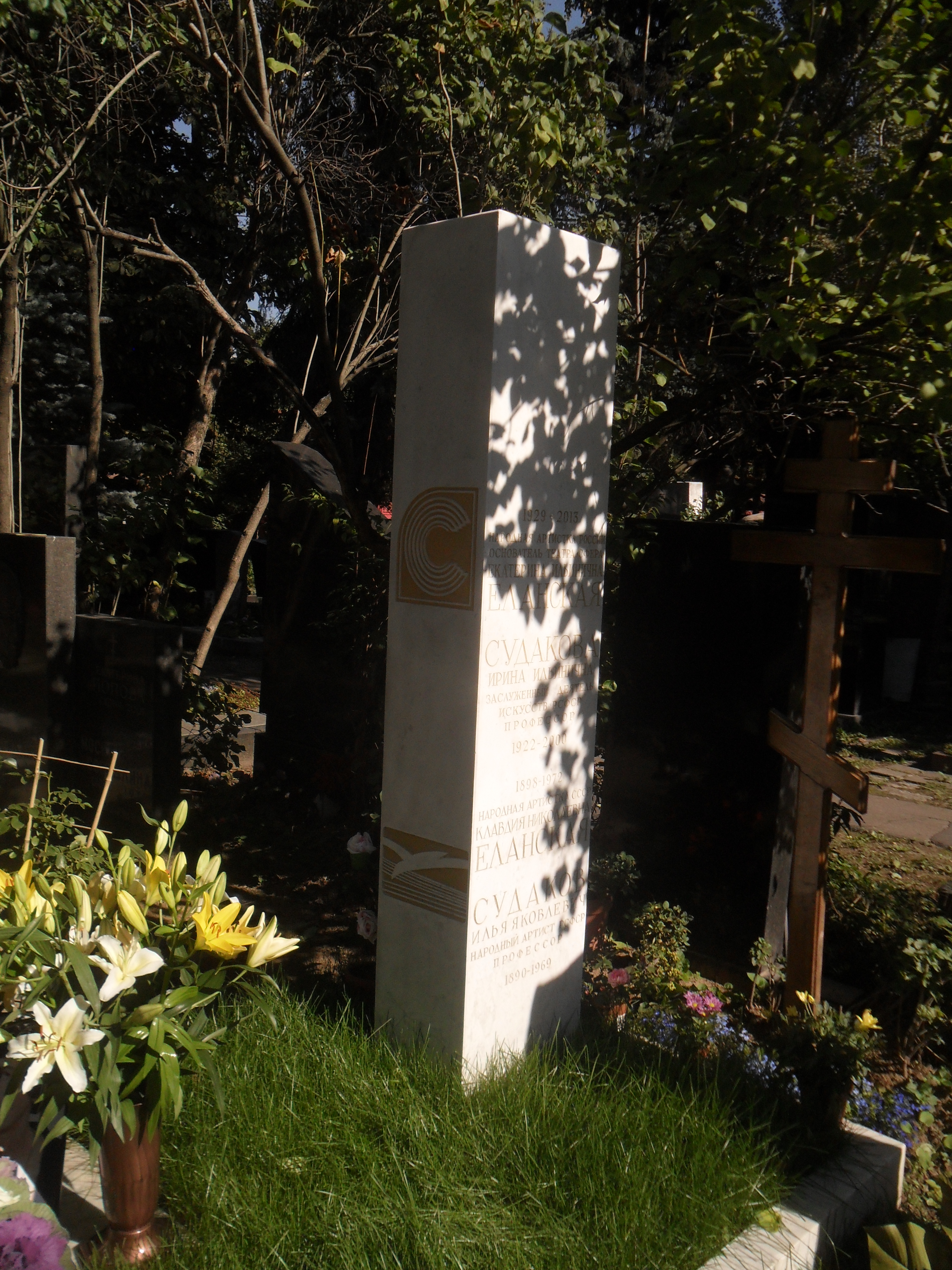
Могила Еланской на Новодевичьем кладбище Москвы.

Екатерина Еланская скончалась 16 июля 2013 года в Москве на 84-м году жизни. Гражданская панихида состоялась 20 июля на основной сцене театра «Сфера», отпевание в храме Воскресения на Успенском вражке. Похоронена на Новодевичьем кладбище, рядом с родителями (уч. 7, р. 8).

## Семья
Муж Виктор Коршунов (1929—2015), народный артист СССР (1984), директор, режиссёр Малого театра, педагог Щепкинского училища.
Мать Клавдия Еланская (1898—1972), народная артистка СССР (1948), актриса МХАТа. Отец Илья Яковлевич Судаков (1890—1969), народный артист РСФСР (1938), актёр, режиссёр, педагог ГИТИСа.
Сестра Ирина Судакова (1923—2000) — заслуженный деятель искусств России, режиссёр, театральный педагог.
Сын Александр Коршунов (род. 1954), народный артист РФ (1999), актёр и режиссёр Малого театра, театра «Сфера».
Внучка Клавдия Коршунова (род. 1984) — актриса кино и театра «Современник».
Внук Степан Коршунов — актёр Малого театра, театра «Сфера».

## Актриса

### В театре
- 1953 — Когда ломаются копья — Лидия (Малый театр)
- 1953 — Васса Железнова — Людмила (Малый театр)
- 1956 — Доктор философии — Славка (Малый театр)
- 1960 — Песня о ветре — Курносая (Малый театр)

### В кино
- 1953 — Васса Железнова — Людмила, младшая дочь Вассы
- 1957 — Пигмалион — Клара

## Режиссёр
- 1966 — «Маленький принц» Антуана де Сент-Экзюпери (Московский драматический театр имени Станиславского)
- 1969 — «Вкус черешни» Агнешки Осецкой (Театр «Современник»). Режиссёр Екатерина Еланская. Премьера 20 декабря 1969 года. — (Смотри Список творческих работ Олега Даля)
- 1973 — Месяц в деревне (Московский драматический театр им. М. Н. Ермоловой), телеспектакль
- 1981 — Нездешний вечер, Письма к незнакомке, Комедии, Там, вдали (театр «Сфера»)
- 1982 — Моль, Перед зеркалом, Театр Олби (театр «Сфера»)
- 1983 — На чём держится мир, До третьих петухов, Живи и помни (театр «Сфера»)
- 1985 — Театральный роман, Весенняя сказка, Мой крылатый друг (театр «Сфера»)
- 1986 — До третьих петухов, Прощай, Гульсары!, Что случилось в зоопарке (театр «Сфера»)
- 1987 — Зелёная птичка, Завтра и вчера, Без названия (Чайка) (театр «Сфера»)
- 1988 — Пасхальные сны, Гарольд и Мод, Багровый остров, Эвридика(театр «Сфера»)
- 1989 — Роковые яйца, Король умирает, Доктор Живаго (театр «Сфера»)
- 1990 — Лолита, Блаженство, Остров Крым (театр «Сфера»)
- 1991 — Цапля, Неописуемое преступление Мод Эллен (театр «Сфера»)
- 1992 — Лебединый стан, Прекрасные сабинянки (театр «Сфера»)
- 1993 — Гондла, Монт-Ориоль (театр «Сфера»)
- 1994 — Преступная троица, Пианино в траве (театр «Сфера»)
- 1995 — И всюду страсти, Дарю, что помню, Король, дама, валет (театр «Сфера»)
- 1996 — Король-олень, Лолита, Письма к незнакомке (театр «Сфера»)
- 1997 — Заговор чувств (театр «Сфера»)
- 1998 — Эрик XIV, Королевство - на стол! (театр «Сфера»)
- 1999 — Вестсайдская история, Красавец-мужчина, Смех во мраке (театр «Сфера»)
- 2000 — Игра интересов, Люди и страсти (театр «Сфера»)
- 2001 — В лесах и на горах (театр «Сфера»)
- 2002 — Он, она и любовник, Весенняя сказка (театр «Сфера»)
- 2003 — Фантомные боли (театр «Сфера»)
- 2004 — Детектор лжи, Дон Хуан, Подлинная жизнь Себастьяна Найта (театр «Сфера»)
- 2005 — Небо и Ад, Троил и Крессида (театр «Сфера»)
- 2006 — Лолита, Публике смотреть воспрещается (театр «Сфера»)
- 2007 — Я пришёл дать вам волю, Цезарь и Клеопатра, Мурли (театр «Сфера»)
- 2008 — Исповедь Розы, Царевна Подщипа (театр «Сфера»)
- 2009 — Человек из СССР, Наши за границей (театр «Сфера»)
- 2010 — Колокола, Красотка и семья (театр «Сфера»)
- 2011 — Там же, тогда же, Пенелопа на все времена (театр «Сфера»)
- 2012 — Проклятый сказочник (театр «Сфера»)
- 2013 — Честный аферист (театр «Сфера»)
- Бедные люди
- Берег (Литературно-драматический театр ВТО)
- Почта на юг (Концертный зал имени Чайковского)
- Робин Гуд (Московский драматический театр имени Станиславского)
- Россия моя, Россия

## Награды и звания
- Орден Почёта (25 мая 2010 года) — за заслуги в развитии отечественной культуры и искусства, многолетнюю плодотворную деятельность[10].
- Орден Дружбы (20 декабря 2004 года) — за многолетнюю плодотворную деятельность в области культуры и искусства[11].
- Народная артистка Российской Федерации (3 сентября 1999 года) — за большие заслуги в области искусства[12].
- Заслуженный деятель искусств РСФСР (16 октября 1991 года) — за заслуги в области искусства[13].